# Sparrmannia dekindti
Sparrmannia dekindti är en skalbaggsart som beskrevs av Nonfried 1906. Sparrmannia dekindti ingår i släktet Sparrmannia och familjen Melolonthidae. Inga underarter finns listade i Catalogue of Life.